# Società per l'Educazione Fisica Torres 1968-1969
Questa voce raccoglie le informazioni riguardanti la Società per l'Educazione Fisica Torres nelle competizioni ufficiali della stagione 1968-1969.

## Rosa
| N. |                   | Ruolo | Calciatore        |
| -- | ----------------- | ----- | ----------------- |
|    | Italia (bandiera) | D     | Giammario Cadeddu |
|    | Italia (bandiera) | C     | Roberto Carloni   |
|    | Italia (bandiera) | C     | Ennio Casadio     |
|    | Italia (bandiera) |       | Contini           |
|    | Italia (bandiera) | A     | Alberto Corucci   |
|    | Italia (bandiera) |       | Salvatore Del Rio |
|    | Italia (bandiera) | C     | Costanzo Dettori  |
|    | Italia (bandiera) | A     | Palmiro Faltoni   |
|    | Italia (bandiera) | C     | Renzo Ferradini   |
|    | Italia (bandiera) | D     | Gianni Iseppon    |
|    | Italia (bandiera) | C     | Enzo Molteni      |

| N. |                   | Ruolo | Calciatore       |
| -- | ----------------- | ----- | ---------------- |
|    | Italia (bandiera) | D     | Gianni Morbidoni |
|    | Italia (bandiera) | A     | Paolo Morosi     |
|    | Italia (bandiera) |       | Napoli           |
|    | Italia (bandiera) |       | Nunziati         |
|    | Italia (bandiera) | C     | Ermanno Pedroni  |
|    | Italia (bandiera) | C     | Paolo Petraz     |
|    | Italia (bandiera) | A     | Flavio Ronchi    |
|    | Italia (bandiera) |       | Russu            |
|    | Italia (bandiera) | P     | Gavino Scala     |
|    | Italia (bandiera) | C     | Ezio Vendrame    |
|    | Italia (bandiera) |       | Ventura          |